# Tantei Gakuen Q
Tantei Gakuen Q (jap. 探偵学園Q) ist eine Manga-Serie, die von Seimaru Amagi geschrieben und von Fumiya Satō gezeichnet wurde. Der Manga, der von 2001 bis 2005 erschien und über 4000 Seiten umfasst, wurde auch als Anime-Fernsehserie umgesetzt. Er richtet sich vorwiegend an eine jugendliche, männliche Zielgruppe und lässt sich damit der Shōnen-Gattung zuordnen.

## Handlung
Die Klassen der Detective Dan Morihiko (DDS), der bekanntesten Detektivschule Japans, klären Kriminalfälle auf. Die Q-Klasse, bestehend aus Kyū Renjō, Megumi Minami, Kintaro Touyama, Kazuma Narusawa und Ryu Amakusa, beschäftigt sich sowohl mit Mordfällen, Geheimnissen und Mythen als auch mit Ermittlungen gegen die Verbrecher-Organisation Pluto. Diese ist bekannt dafür, fast unlösbare Fälle zu planen, die nur von einer Handvoll Detektiven aufgeklärt werden können. Sie benutzt für ihre Ziele Hypnose, die den Betroffenen zwingt, Mord oder Selbstmord zu begehen. Auslöser ist ein bestimmtes Ereignis (z. B. das Schlagen einer Uhr, die Aufklärung des bestehenden Falls usw.), das dann die Handlung hervorruft. 
Die Hauptperson ist der vierzehnjährige Kyū Renjō, der, seitdem ihn als Kind ein Detektiv aus den Händen von Geiselnehmern befreite, selbst Detektiv werden wollte. Seine Mutter, die ihn allein erzogen hat, ist gegen diesen Beruf. Sie verschweigt ihrem Sohn, dass der Detektiv, der ihn damals gerettet hat, sein Vater war, der der Partner von Morihiko Dan, dem Gründer der Schule und dem bekanntesten Detektiv Japans, war und später bei einem Fall umgekommen ist.

## Veröffentlichungen
Tantei Gakuen Q kam in Japan von 2001 bis 2005 in Einzelkapiteln im wöchentlichen Shōnen Magazine heraus, einem der auflagenstärksten Manga-Magazine. Der Kōdansha-Verlag publizierte diese Einzelkapitel nach der Erstveröffentlichung im Magazin auch in Sammelbänden; insgesamt erschienen 22 Bücher, die sich in Japan über sieben Millionen Mal verkauften. Seit Juli 2007 wird der Manga vom selben Verlag als Bunkoban neu aufgelegt.

## Verfilmungen

### Anime
Im Studio Pierrot entstand auf Basis des Mangas eine Anime-Serie mit 45 Episoden. Die Regie übernahm Noriyuki Abe.
Vom 15. April 2003 bis zum 20. März 2004 strahlte der Fernsehsender Tokyo Broadcasting System (TBS) die je etwa 25 Minuten dauernden Episoden im japanischen Fernsehen aus. Auf dem Anime-Fernsehsender Animax folgte eine weitere Ausstrahlung. Seit Juli 2004 liegt die gesamte Serie in Japan auf zwölf DVDs vor. Animax strahlte Tantei Gakuen Q danach auch in anderen Ländern Asiens mit englischen oder dem Land entsprechenden Untertiteln aus. In Lateinamerika lief der Anime ebenfalls.

#### Musik
Die Musik der Serie wurde von Daisuke Ikeda komponiert. Für die Vorspanne verwendete man folgende Lieder:
- MeiQ!? - Meikyuu - MAKE*YOU von Hayami Kishimoto
- Luvly, Merry-Go-Round von Pipo Angels
- 100% Pure von Pipo Angels

Die Abspanne wurden unterlegt mit:
- Koigokoro von Akane Sugazaki
- Nijiiro ni Hikari Umi von Aiko Kitahara
- Mienai Story von Hayami Kishimoto
- Kaze ni Mukai Aruku Yōni von Hayami Kishimoto

### Realfernsehserie
Seit dem 3. Juli 2007 wird bei Nippon Television in der Programmschiene Kayō Dorama (火曜ドラマ) ein Dorama nach der Manga-Serie ausgestrahlt. Die Hauptrollen spielt Ryūnosuke Kamiki. Eine Pilotepisode war bereits 2006 im Fernsehen zu sehen gewesen.